# Aerosmith Video Scrapbook
Aerosmith Video Scrapbook je video snimak koncerata američke hard rock skupine Aerosmith koji izlazi 1987.g. Video također zaokružuje odnose između članova sastava i njihovih obitelji.

## Popis pjesama
1. "Toys In The Attic"
2. "Same Old Song and Dance"
3. "Chip Away the Stone"
4. "Draw The Line"
5. "Dream On"
6. "Sweet Emotion"
7. "Chiquita"
8. "Lightning Strikes"
9. "Walk This Way"
10. "Adam's Apple"
11. "Train Kept A-Rollin'"
12. "SOS"

## Zasluge
- Tom Hamilton
- Joey Kramer
- Joe Perry
- Steven Tyler
- Brad Whitford
- Jimmy Crespo
- Rick Dufay